# Мерсер (Пенсильвания)
Мерсер (англ. Mercer) — боро в штате Пенсильвания. Административный центр одноимённого округа. Население — 1911 жителей (по оценке 2016 года).
Мерсер — родина художника XIX века Сэмюэла Во и современного музыканта Трента Резнора, лидера группы Nine Inch Nails. Город также известен своим мэром Кристофером Портманом — одним из самых молодых в США. Портману было восемнадцать, когда он победил на выборах, и девятнадцать в январе 2002 года в момент принятия присяги.